# Абрамівка (Речицький район)
Абрамівка (біл. Абрамаўка) — село, що входить до Борщівської сільради Речицького району Гомельської області Білорусі.

## Географія

### Розташування
За 27 км на схід від Речиці, за 23 км від Гомеля і за 7 км від залізничної станції Тлумач.

## Транспортна система
Поруч знаходиться автодорога Калинковичі — Гомель.
У селі 36 житлових будинків (2004 рік). Планування складається з прямолінійної вулиці, орієнтованої з південного заходу на північний схід. Забудова двостороння, дерев'яні будинки садибного типу.

## Історія
Згідно з письмовими джерелами село відоме з XIX століття воно входила до складу Телешевської волості Річицького повіту Мінської губернії. У 1876 році поміщик Гуринович володів тут 340 десятинами землі.
1926 року входило до складу Дятловицького району Гомельської області. У 1930 році організований колгосп. У 1959 році село перебувала у складі колгоспу «Борщівка» з центром у селі Борщівка.

## Населення

### Чисельність
2004 рік — 36 дворів, 66 жителів.

### Динаміка
- 1881 рік — 8 дворів, 84 жителя.
- 1897 рік — 19 дворів, 119 жителів (згідно з переписом).
- 1926 рік — 224 жителя.
- 1959 рік — 201 житель (згідно з переписом).
- 2004 рік — 36 дворів, 66 жителів.